# Виляны (станция)
Ви́ляны (латыш. Viļāni) — железнодорожная станция на линии Крустпилс — Резекне II. Находится в северной части города Виляны на территории Вилянской волости Вилянского края в Латгалии, Латвия. На станции останавливаются пассажирские поезда маршрута Рига — Зилупе и экспресс Рига — Резекне, курсирующий в выходные дни.

## История
Станция открыта в 1901 году под названием Веліоны (Велёны) на Московско — Виндавской железной дороге. Пассажирское здание, которое мы можем видеть здесь в 2016 году создано в 30-е годы XX века и серьёзно ремонтировалось только после повреждений, полученных во время Второй мировой войны, в 1951 году. Также в 50-х годах построили узкоколейную ветку на торфяную фабрику на Вилянском болоте, прослужившую около 20 лет..
29 октября 1998 года министерство культуры Латвийской Республики объявило здание станции Виляны памятником архитектуры местного значения (постановление № 128, гос. охранный № 5873).